# Kinyel
Kinyel (oroszul: Кине́ль) város Oroszországban, a Szamarai területen, a Kinyeli járás székhelye.

## Lakossága
- 1959-ben 32 447 lakosa volt.
- 1970-ben 39 373 lakosa volt.
- 1979-ben 42 051 lakosa volt.
- 1989-ben 33 412 lakosa volt.
- 2002-ben 34 385 lakosa volt, melynek 90,3%-a orosz, 1,5%-a örmény, 1,3%-a ukrán, 1,2%-a tatár.
- 2010-ben 34 472 lakosa volt, melynek 91,8%-a orosz, 1,7%-a örmény, 1,6%-a tatár, 1%-a ukrán.